# Mughetto (malattia)
Il termine mughetto è comunemente usato per indicare una stomatite da Candida albicans, cioè una micosi a carico della mucosa orale.
La stomatite candidosica colpisce prevalentemente i bambini, di solito in età compresa tra 3 e 9 anni, e può diventare cronica, ma può talora interessare gli adulti, specie se immunocompromessi o defedati.
La malattia inizia con un arrossamento diffuso della mucosa che diviene liscia, brillante e dolente; dopo alcuni giorni compaiono delle formazioni biancastre, aderenti al fondo eritematoso, con aspetto di "latte cagliato", facilmente asportabili con una garzina. Soggettivamente vi è sensazione di bruciore e spesso difficoltà ad alimentarsi.
La terapia è basata sull'impiego locale di nistatina, oppure sistemico di farmaci antimicotici come il fluconazolo e l'itraconazolo, su prescrizione medica.